# Kopfiger Thymian
Der Kopfige Thymian (Thymbra capitata) ist eine Pflanzenart aus der Gattung Thymbra in der Familie der Lippenblütler.

## Beschreibung
Der Kopfige Thymian ist ein stark aromatisch duftender Zwergstrauch, der Wuchshöhen von 20 bis 50 Zentimeter erreicht. Seine Äste sind aufsteigend bis aufrecht, verholzt, hell und jung weißfilzig. Sie besitzen oftmals nur achselständige Blattbüschel. Im Alter finden sich oft nackte, über den Boden kriechende, stark gewundene Äste. Die Blätter der Langtriebe fallen bei Trockenheit ab. Sie sind sitzend, linealisch, beinahe dreikantig, spitz, messen 6 bis 12 × 1 bis 1,2 (1,8) Millimeter und sind am Rand mehr oder weniger flach. Sie sind an der Basis bewimpert sowie auf der Ober- und Unterseite graugrün und drüsig gepunktet.

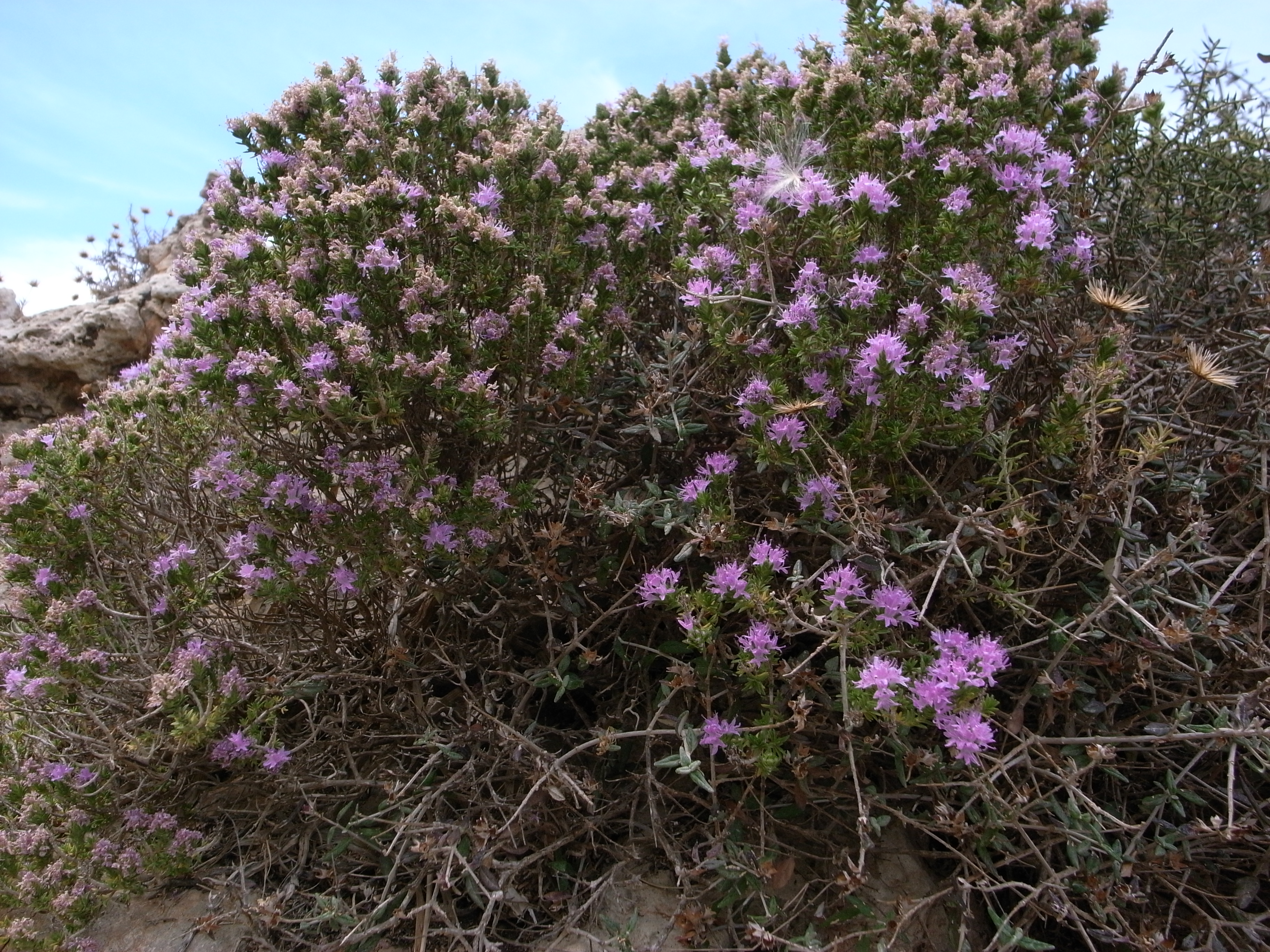
Kopfiger Thymian (Thymbra capitata)

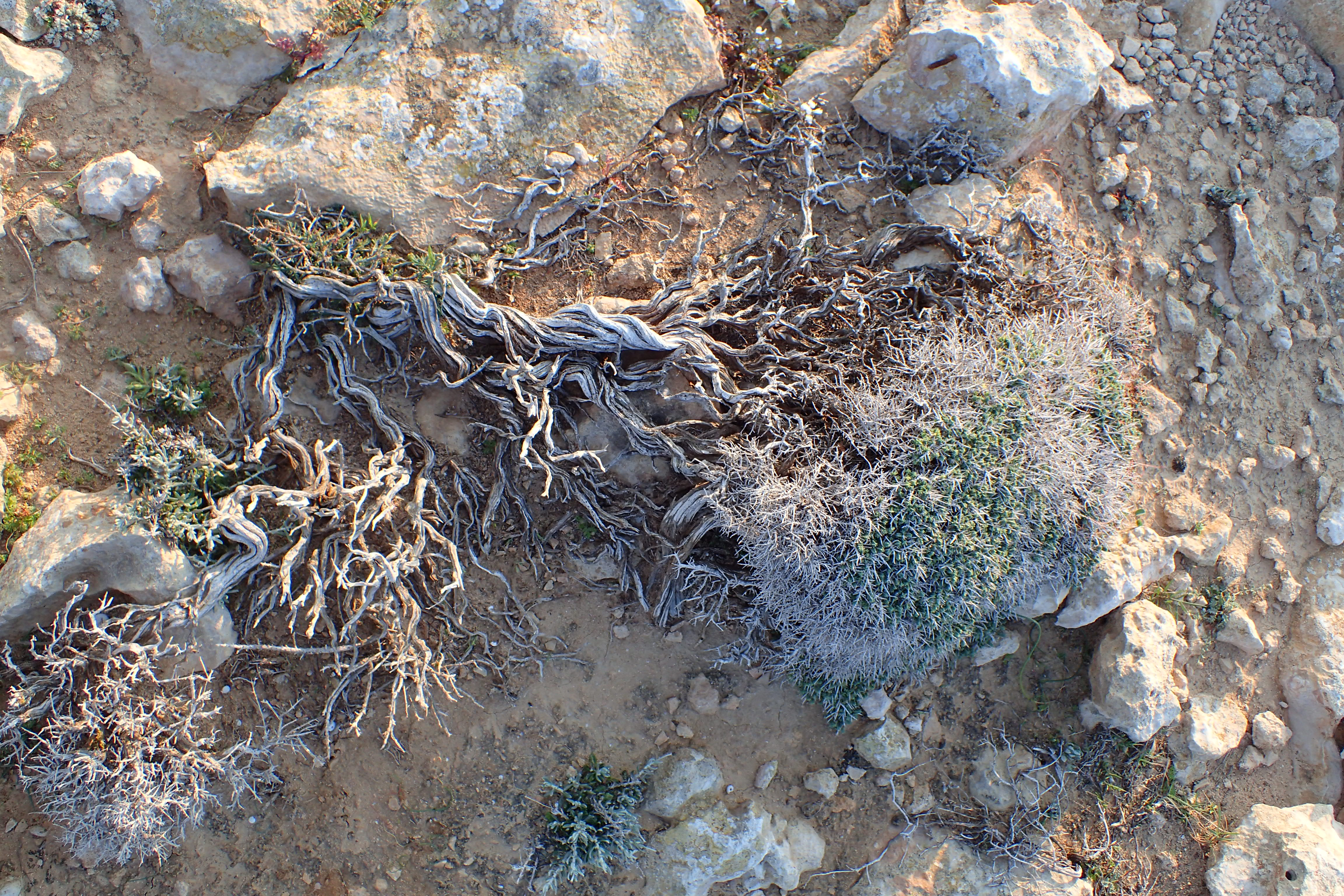
Altes Exemplar von Thymbra capitata (Zypern, Kap Greco)

Die Scheinquirle sind in dichten, eiförmig-kopfigen Blütenständen angeordnet. Der Kelch hat eine Länge von 5 Millimeter. Seine dreizähnige Oberlippe ist kürzer als die zweizähnige Unterlippe, die Zähne sind alle bewimpert. Die Kelchröhre ist 20- bis 22-nervig und am Rücken abgeflacht. Die Krone ist purpurrosa, zweilippig und hat eine Länge von bis zu 1 Zentimeter. Die Oberlippe ist zweispaltig. Es sind 4 Staubblätter vorhanden.
Die Blütezeit dauert von Mai bis September.
Die Chromosomenzahl beträgt 2n = 30.

## Vorkommen
Der Kopfige Thymian ist im Mittelmeergebiet und in der Südhälfte Portugals weit verbreitet, hat aber eine Verbreitungslücke auf der Nordseite des westlichen Mittelmeerbeckens entlang der Nordhälften Spaniens und Italiens, des mediterranen Frankreichs, Korsikas und der Küsten des nördlichen und mittleren Adriatischen Meeres und ist somit in Europa auf die Gebiete mit weitgehend frostfreiem Mittelmeerklima beschränkt. Ihr Verbreitungsgebiet umfasst Marokko, Algerien, Tunesien, Libyen, Ägypten, Portugal, Spanien, die Balearen, Korsika, Sardinien, Italien, Sizilien, die Balkanhalbinsel, Kreta, die Ägäis, Zypern, das Gebiet von Libanon, Syrien, Palästina und die Türkei.
Die Pflanze erreicht in der Türkei eine Meereshöhe von 1400 m, auf Kreta bis zu 2000 m. Sie kommt bevorzugt auf kalkhaltigem, skelettreichem Untergrund, aber auch auf Grau- und Braundünen und auf Felsen unter Salzeinfluss vor. Sie ist ein wichtiger Strauch der Garrigue und ihrer ostmediterranen Äquivalente Phrygana und Batha.

## Taxonomie
Der Kopfige Thymian wurde 1753 von Carl von Linné in Species Plantarum unter dem Basionym Satureja capitata L. erstveröffentlicht. Er wurde 1803 von Antonio José Cavanilles in die Gattung Thymbra gestellt. Die Zugehörigkeit des Kopfigen Thymians zur Gattung Thymbra wurde von dem spanischen Botaniker Ramón Morales Valverde herausgearbeitet.
Weitere viel gebrauchte Synonyme sind Coridothymus capitatus (L.) Rchb.f. und Thymus capitatus (L.) Hoffmanns. & Link.